# シノワ

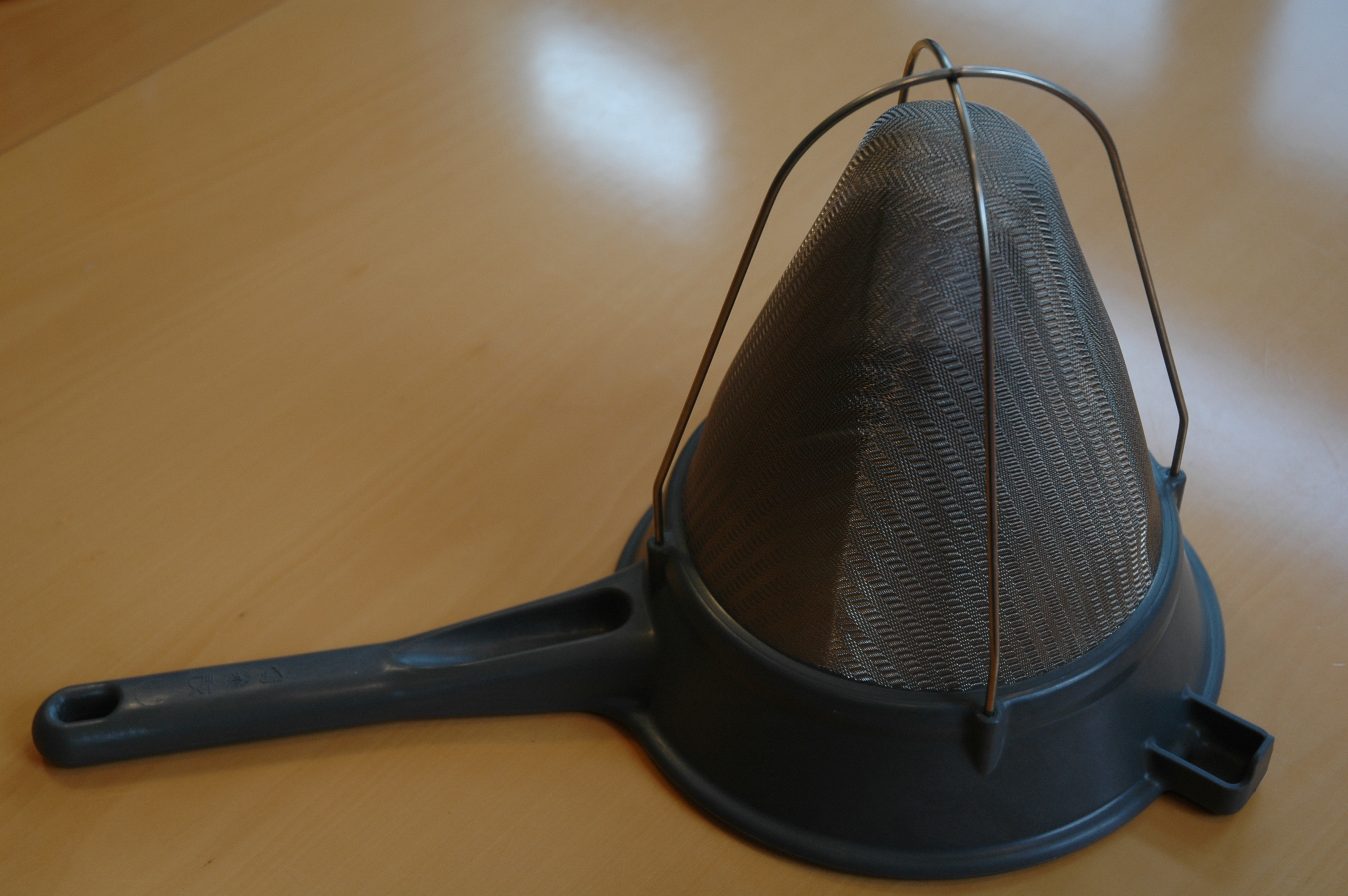
シノワ

シノワ（英: Chinois, bouillon strainer（ブイヨンストレーナー））は、非常に細かい目の円錐形の篩である。カスタード、ピュレ、スープ、ソース等を濾して、滑らかな口当たりにするために用いられる。粉を細かくふるうためにも用いられる。
シノワ（仏: chinois）という言葉は、フランス語で中国を意味する形容詞の借用語である。
関連する調理器具に、底が平らでスクレイパーや乳棒で圧力をかけて用いるタミがある。

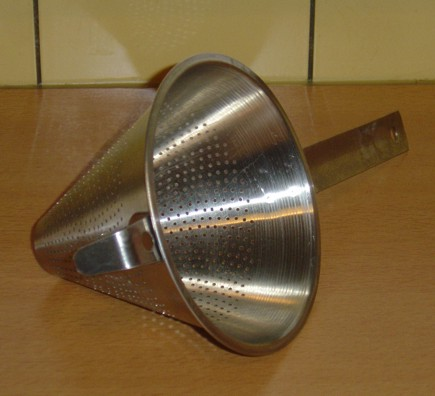
China cap（ チャイナキャップ）

中国の帽子を意味するChina cap（ チャイナキャップ）は、似たような形で、シノワより穴がずっと大きい。食材から種等の異物を取り除くのに用いるが口当たりは良くならない。
シノワもChina capも、乳棒やスパチュラとともに用いることがある。この場合、シノワはタミに、China capはフードミルに近い機能となる。